# Cosimo Daddi
Cosimo Daddi (1540 - Volterra, 1630) est un peintre italien baroque qui a été actif au début du XVIIe siècle autour de Volterra et Florence.

## Biographie
Cosimo Daddi entre 1591 et 1594 a participé à la décoration à fresques de la Villa la Petraia pour la Maison de Médicis.
Baldassare Franceschini (Volterrano), fut un de ses élèves.

## Œuvres
- Crucifixion (1602), église San Francesco, Volterra.
- Visite de sainte Élisabeth (1619), église San Lino, Volterra.
- Sainte Attinia et Sainte Greciniana, retables, église Sant'Alessandro, Volterra.
- Fresques de la Villa Medicea La Petraia, Florence
- Persius Flaccus, peinture sur panneau de bois, Sala della Giunta, Palazzo dei Priori, Volterra.